# Louis Fauche-Borel
Louis Fauche-Borel, född 12 april 1762, död 4 september 1829, var en fransk politiker.
Fauche-Borel var boktryckare i Neuchâtel. Han tog 1789 parti för rojalisterna och ägnade sig efter 1793, då han måste lämna sin födelsestad, helt åt kontrarevolutionära konspirationer. Han hade nära förbindelser med generalerna Charles Pichegru och Jean Victor Marie Moreau och direktorn Paul Barras i Frankrike, med emigranternas ledare samt också med det preussiska kungahuset. Den ena sammansvärjningen efter den andra räknade Fauche-Borel som deltagare. Efter restaurationen belönades han dåligt, han måste försörja sig som författare och dog i fattigdom.